# Gordon Moore

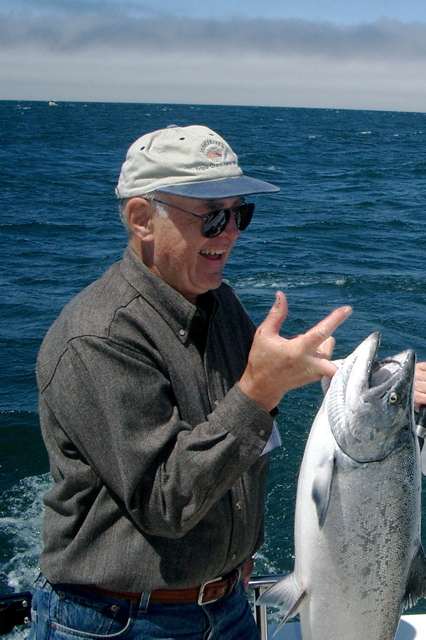
Gordon Moore

Gordon Earle Moore (San Francisco, 3 januari 1929 – Waimea (Hawaï), 24 maart 2023) was een Amerikaanse ondernemer en medeoprichter van Intel. Hij formuleerde de Wet van Moore.

## Levensloop
Moore werd geboren in San Francisco, Californië. Hij haalde zijn bachelor in de scheikunde aan de Universiteit van Californië - Berkeley in 1950. Hij promoveerde in de scheikunde en natuurkunde in 1954 aan het California Institute of Technology.
Hij was een van de "Traitorous Eight", de groep die in 1957 Fairchild Semiconductor oprichtte. Het succes van Fairchild resulteerde in een bedrijf met 30.000 medewerkers, met Gordon Moore als onderzoeksdirecteur.
In 1965 sprak Moore de verwachting uit dat het aantal schakelingen of transistors per chip per jaar zou verdubbelen. De 'Wet van Moore' werd de maatstaf voor exponentiële groei en niet alleen voor chips, maar ook voor afgeleide technologieën, zoals datasnelheden.
In 1968 stapte Moore op bij Fairchild, in het kielzog van Robert Noyce. Samen met Andy Grove richtten zij Intel op dat de grootste chipfabrikant ter wereld werd. Moore was de bestuursvoorzitter van Intel in de periode 1979-1987 en bleef nadien nog tien jaar aan als voorzitter.
In 2008 ontving hij de prestigieuze IEEE Medal of Honor voor zijn baanbrekende bijdragen aan de elektronica.
In 1950 trouwde hij met Betty Irene Whitaker. Samen kregen ze twee zoons, Kenneth en Steven. In 2000 richtten ze samen de Gordon & Betty Moore Foundation op, waarin naar schatting van Forbes zo’n US$ 6 miljard zit. Jaarlijks gaat er US$ 300 miljoen naar goede doelen.
Moore stierf in zijn huis in Hawaï op 24 maart 2023.